# Thierstein (district)
Het district Thierstein in het kanton Solothurn is een deel van de regio Bazel. Het heeft een oppervlakte van 102,28 km² en heeft 13.784 inwoners (eind 2004). De hoofdplaats is Breitenbach.
Het district bestaat uit de volgende gemeenten:
| Gemeentenaam | Inwoners (31/12/2004) | Oppervlakte (km²) |
| ------------ | --------------------- | ----------------- |
| Bärschwil    | 899                   | 11,20             |
| Beinwil      | 318                   | 22,67             |
| Breitenbach  | 3305                  | 6,83              |
| Büsserach    | 1908                  | 7,55              |
| Erschwil     | 908                   | 7,48              |
| Fehren       | 563                   | 1,50              |
| Grindel      | 516                   | 3,05              |
| Himmelried   | 976                   | 6,00              |
| Kleinlützel  | 1277                  | 16,34             |
| Meltingen    | 617                   | 5,76              |
| Nunningen    | 1903                  | 10,27             |
| Zullwil      | 594                   | 3,63              |

Bucheggberg · Dorneck · Gäu · Gösgen · Lebern · Olten · Solothurn · Thal · Thierstein · Wasseramt